# Nagy Krisztián (labdarúgó, 1995)
Nagy Krisztián (Kaposvár, 1995. július 18. –) magyar labdarúgó, a Kisvárda játékosa.

## Pályafutása

### Klubcsapatokban
Nagy a Kaposvár akadémiáján nevelkedett 2006 és 2013 között. 2013-ban kiigazolt az Ausztriában található SC Walhalla Regensburg csapatához, majd ugyanebben az évben haza is tért Magyarországra az NB III-ban szereplő Nagyatád együtteséhez.
Egy évvel később visszatért Kaposvárra, akikkel az eltöltött hat éve alatt több mint 150 mérkőzésen játszott és egészen a megyei I. osztálytól az NB I-ig jutott a csapattal.
2020-ban a másodosztályú DEAC-hoz igazolt, viszont év végén kiesett az együttes.

#### Kecskemét
A következő szezont az NB II-be frissen feljutott Kecskemétnél kezdte, a szezont pedig a 2. helyen zárva fel is jutottak az NB I-be. A 2022–23-as idényben a Kecskemét legjobb NB I-es szereplésének (ezüstérem) aktív részese volt. Ekkor valamennyi (33) bajnoki mérkőzésen játszott és 6 gólt szerzett. 2022. október 2-án a Ferencváros ellen 2–0-ra megnyert bajnokin mindkét gólt ő lőtte. A Nemzeti Sportnál bekerült az ősz csapatába, és a kecskeméti szurkolók is a legjobbnak választották. 2023. január 29-én pályafutása egyik legszebb gólját lőtte a Fehérvár ellen 2–1-re megnyert találkozón.
2023 szeptemberében a Tiszakécske elleni edzőmérkőzésen súlyosan megsérült, legközelebb bajnoki mérkőzésen csak 2024. július 28-án játszott.
Összesen 101 tétmérkőzésen szerepelt a klubban, nyolc gólt és 15 gólpasszt ért el.

#### Kisvárda
2025 júniusától – az NB I-be feljutott – Kisvárdán folytatta a pályafutását.

## Sikerei, díjai
Kecskeméti TE
- NB II ezüstérmes: 2021–22
- Magyar labdarúgó-bajnokság ezüstérmes: 2022–23[10]